# Broadway (Carolina del Nord)
Broadway és una població dels Estats Units a l'estat de Carolina del Nord. Segons el cens del 2000 tenia 1.015 habitants.

## Demografia
Segons el cens del 2000, Broadway tenia 1.015 habitants, 400 habitatges i 318 famílies. La densitat de població era de 313,5 habitants per km².
Dels 400 habitatges en un 31,5% hi vivien nens de menys de 18 anys, en un 65,5% hi vivien parelles casades, en un 8% dones solteres, i en un 20,5% no eren unitats familiars. En el 17% dels habitatges hi vivien persones soles el 8,8% de les quals corresponia a persones de 65 anys o més que vivien soles. El nombre mitjà de persones vivint en cada habitatge era de 2,54 i el nombre mitjà de persones que vivien en cada família era de 2,83.
Per edats la població es repartia de la següent manera: un 23% tenia menys de 18 anys, un 5,9% entre 18 i 24, un 28,7% entre 25 i 44, un 29,1% de 45 a 60 i un 13,4% 65 anys o més.
L'edat mediana era de 40 anys. Per cada 100 dones de 18 o més anys hi havia 89,3 homes.
La renda mediana per habitatge era de 52.917 $ i la renda mediana per família de 57.500 $. Els homes tenien una renda mediana de 36.357 $ mentre que les dones 24.667 $. La renda per capita de la població era de 24.397 $. Entorn del 4,1% de les famílies i el 6,4% de la població estaven per davall del llindar de pobresa.

## Poblacions més properes
El següent diagrama mostra les poblacions més properes.